# Брамби
Брамби (англ. Brumby) — одичавшие домашние лошади, обитающие в некоторых регионах Австралии. Табун брамби может называться «моб» и «бэнд».
Происходят от домашних лошадей, по разным причинам ставшими дикими, убежавшими или отпущенными на волю своими хозяевами во время золотой лихорадки 1851 года. Возможно, увеличению популяций одичавших лошадей также способствовало массовая замена животных сельскохозяйственными машинами.
Предками брамби были лошади разных пород, как то британские и тиморские пони, южноафриканские лошади «каперс», арабские, ломовые и другие породы.
Время от времени делаются попытки одомашнивания брамби.
Иногда рассматриваются как вредители и угроза для природных экосистем.

## История
Первые лошади прибыли в Австралию в 1788 году. 

## Происхождение названия
Термин впервые упомянут в печати в австралийском журнале, выходящем в Мельбурне в 1880 году. Возможны следующие источники происхождения названия:
По имени сержанта Джеймса Брамби из Нового Южного Уэльса (1804).
По слову baroomby, означающему «дикий» на языке коренных австралийцев на юге Квинсленда.
В письме в 1896 году в Morning Herald некто говорит, что baroombie называют лошадей аборигены в некоторых районах Австралии.
По наименованию ручья Baramba в районе Квинсленда.
Возможно, название происходит от ирландского слова bromach или bromaigh.

## Редкий ген
По-видимому Брамби являются носителями редкого гена Pangare.
Брамби стали эмблемой австралийского регбийного клуба «Брамбиз».